# Nowy Młyn (Poznań)
Nowy Młyn – zespół zabudowań, przede wszystkim pomłyńskich, zlokalizowany w Poznaniu, w południowej części Antoninka, nad Cybiną i Młyńskim Stawem. 
Włączony do miasta 1 stycznia 1951. Uprzednio był osiedlem w gromadzie Nowa Wieś, w gminie Swarzędz.
Młyn w przeszłości napędzany był wodami Cybiny, a obecnie pozostaje nieczynny. Po drugiej stronie rzeki znajdowała się nawiązująca do przeszłości, stylowa restauracja i hotel Młyńskie Koło. Uległa ona spaleniu w 2016 roku, a na jej miejscu otwarta została restauracja Browarna Przystań. Przez Nowy Młyn przebiega odcinek Piastowskiego Traktu Rowerowego, Transwielkopolskiej Trasy Rowerowej i Cysterskiego Szlaku Rowerowego. Na południe od Nowego Młyna przepływa Struga. W pobliżu (na zachód) znajduje się także dyrekcja Nowego ZOO.